# ヘム酸素添加酵素
ヘム酸素添加酵素（ヘムさんそてんかこうそ、Heme oxygenase）は、ヘムの分解を触媒する酵素である。この酵素はビリベルジン、鉄、一酸化炭素を生成する。

## 反応
ヘム酸素添加酵素は、ヘム環のα-メチレン架橋で切断・開環してビリベルジンを生成し、ヘムがグロビンに結合しているままの場合にはベルドグロビンを生成する。ビリベルジンは、引き続きビリベルジン還元酵素によりビリルビンに変換される。
反応は、次のとおりである。
ヘム + NADPH + H+ + 3 O2 →  ビリベルジン + Fe2+ + CO + NADP+ + H2O

ヘム
ビリベルジン

この反応は、事実上すべての細胞で起こり得る。この典型的な例が痣の形成である。痣は癒えるにしたがって、赤色のヘム、緑色のビリベルジン、黄色のビリルビンへと変化していく。通常の生理条件下では、ヘム酸素添加酵素の活動は脾臓で最も活発に活動し、古い赤血球を捕獲し、破壊している。
イソ型(アイソフォーム)
ヘム酸素添加酵素の3種類のイソ型が知られている。
ヘム酸素添加酵素1(HO-1)は、酸化ストレス、低酸素、重金属、サイトカインのようなストレスに対応してイソ型が誘導される。HO-1には、抗酸化作用、抗炎症作用、抗アポトーシス作用がある。ヘム酸素添加酵素2(HO-2)は、ホメオスタシス条件下で表現されるイソ型である。ヘム酸素添加酵素1も2も普遍的に存在し触媒活動を行っている。
第3のヘム酸素添加酵素(HO-3)は、触媒活性されないが酸素の感知に機能していると考えられている。